# Stemma del Suriname
Lo stemma del Suriname è il simbolo araldico ufficiale del paese, adottato il 25 novembre 1975. 
Consiste in uno scudo sostenuto da due nativi che sovrasta un cartiglio che riporta il motto: Justitia - Pietas - Fides (Giustizia - Pietà - Fiducia). 
Lo scudo è diviso verticalmente in due parti: a sinistra è raffigurata una nave che trasporta schiavi dall'Africa, mentre a destra si trova una palma. Al centro dello scudo un rombo contiene una stella a cinque punti, che simboleggia i cinque continenti da cui provengono gli abitanti del Suriname.